# Валентин Калафатеану
Валентин Калафатеану (рум. Valentin Calafeteanu; 25. јануар 1985) професионални је рагбиста и репрезентативац Румуније, који тренутно игра за румунског суперлигаша Темишвар сараценсе. Висок је 182 цм, тежак је 85 кг и игра на позицији број 9 - деми. Пре доласка у Темишвар, одиграо је 18 утакмица за РК Стеауа и постигао 20 поена. За вукове је одиграо 5 утакмица и постигао 12 поена. За Тимисоару је до сада одиграо 22 утакмице и постигао 214 поена. За репрезентацију Румуније је дебитовао 20. новембра 2004. против Јапана. Играо је на три светска првенства (2007, 2011, 2015). За репрезентацију Румуније је до сада одиграо 77 тест мечева и постигао 211 поена.